# Gluviola armata
Gluviola armata är en spindeldjursart som beskrevs av Roewer 1933. Gluviola armata ingår i släktet Gluviola och familjen Daesiidae. Inga underarter finns listade i Catalogue of Life.